# House of Argavieso
House of Argavieso település Spanyolországban, Huesca tartományban. 